# Лобастов, Олег Сергеевич
Олег Сергеевич Лобастов (10 октября 1921 — 30 октября 2005) — генерал-майор медицинской службы (1978), доктор медицинских наук (1971), профессор (1972), почетный доктор Военно-медицинской Академии имени С. М. Кирова (2001), заслуженный деятель науки РФ (2003). Руководил кафедрой ОТМС Военно-медицинской Академии с 1968 по 1983 г.

## Биография
Родился 10 октября 1921 года в городе Пскове в семье учителей. Мать — Елизавета Александровна Лобастова (Двинская) (1899—1975), учитель русского языка и литературы. Отец, Сергей Павлович Лобастов (20 июня 1894 (старый стиль) — 16 января 1964), до революции — народный учитель, после — ответственный издательский работник, прошедший путь от представителя Государственного издательства (ГИЗа) в Сибкрайиздате до управляющего Азово-Черноморским и Средневолжским краевыми отделениями Госиздата.
Благодаря работе отца, с юных лет много путешествовал по стране, жил в разных регионах — Новосибирске, Краснодаре, Баку, Самаре, что способствовало познанию местных особенностей быта, истории, культуры, природы.
В 1939 году окончил 1-ю образцовую школу Петроградского района г. Ленинграда и поступил в 1 ЛМИ, но 2 ноября того же года был призван в армию. Красноармейцем-танкистом участвовал в Советско-финляндской войне (1939 −1940).
В 1940 году поступил в ВМА. Завершив четыре курса в академии, в 1943 году был переведен на пятый курс военно-медицинского факультета 2-го ММИ, который окончил с отличием весной 1944 года. Рекомендован ГЭК для подготовки к научно-педагогической деятельности. Однако в соответствии с решением ГКО, в составе группы медицинских работников был направлен в штаб партизанского движения Польши, а затем переведен в 1-ю армию Войска Польского.
В конце 1945 года с должности начальника медицинской службы Учебного Центра Войска Польского поступил в адъюнктуру кафедры ОТМС. После окончания адъюнктуры прошёл путь от младшего преподавателя до начальника кафедры.
В 1959—1960 годах находился в зарубежной командировке в качестве советника-начальника медицинской службы вооруженных сил ОАР.
В 1971 году защитил докторскую диссертацию.
С ноября 1983 года — профессор-консультант ученого совета академии, а после увольнения в отставку в 1987 года — старший научный сотрудник научно-исследовательской группы Военно-медицинской Академии.

## Вклад в науку и практику
Как научный руководитель и ответственный исполнитель ряда фундаментальных комплексных исследований внес большой вклад в разработку многих проблем военной медицины: организация медицинского обеспечения объединений в операциях оперативного и стратегического масштаба, деятельность госпитальных баз, отдельных частей и учреждений медицинской службы, совершенствование организационной структуры медицинской службы, её органов управления прогнозирования величины и структуры санитарных потерь психоневрологического профиля, организация медицинской помощи этой категории пораженных и больных.
Автор и соавтор около 360 научных работ, в числе которых 7 учебников, 5 монографий, 19 учебных пособий, статьи в энциклопедических изданиях.
Лобастов принял участие в создании 2-томного труда «Медицинское обеспечение Советской Армии в операциях Великой Отечественной войны», который в 1995 году стал лауреатом Всероссийского конкурса на лучшее произведение, посвященное 50-летию Победы в ВОВ, и получил диплом МО РФ, Союза журналистов России и комитета РФ по печати.
Соавтор и соредактор первого в отечественной военной медицине учебника по организации медицинского обеспечения объединений в операциях (1984).
За 15 лет руководства кафедрой много сделал для совершенствования обучения руководящих кадров медицинской службы. Подготовил 6 докторов и 20 кандидатов медицинских наук.
Около 20 лет являлся председателем и заместителем председателя специализированного совета по защите докторских диссертаций и проблемной комиссии № 1 академии. Был редактором редотдела «Военная медицина» 3-го издания БМЭ, членом научно-методической комиссии по оперативному искусству ГУВУЗ МО СССР и Ученого медицинского совета ЦВМУ.
[Профессора Военно-медицинской (медико-хирургической) академии, стр. 407—408]

## Зимняя война 1939—1940
Перед окончанием школы Лобастов мечтал стать литературоведом или психиатром. Событие 37 года, сделавшие «врагами народа» многих честных талантливых писателей, критиков, поэтов, помогли выбору. Лобастов поступил в 1-й Ленинградский медицинский институт. Но, проучившись всего два месяца, 2 ноября 1939 года был призыван в армию.
В составе отдельного танкового батальона 20-й краснознаменной танковой бригады в качестве красноармейца-танкиста участвует в советско-финляндской войне, а затем в составе особой тяжелой танковой группы — в освобождении Северной Буковины.
За участие в советско-финской войне О. С. Лобастов был награждён медалью «За отвагу».
Лобастов был убежден, что военному врачу полезно получить опыт солдата, особенно во время войны. Он оказывал первую медицинскую помощь красноармейцам (тогда было принято ходить в атаку «с пехотой на танках»), ухаживал за ранеными, вывозимыми с поля боя (они размещались на площадке за центральной башней танка). Раненных доставляли на медицинские пункты, которые обычно развертывались неподалеку от сборных пунктов аварийных машин.
«Любая война, — вспоминает Олег Сергеевич, — страшна своими чудовищными социально-биологическими последствиями. Это море крови, смертей и страданий».

## Учителя в медицине
Одним из своих крестных отцов Лобастов считал ветерана ВМА, патриарха отечественной челюстно-лицевой хирургии, участника боевых действий на р. Халкин-Гол, советско-финляндской и Великой Отечественной войн, полковника медицинской службы в отставке, доцента Владимира Васильевича Фиалковского. Познакомившись с ним во время финской компании, Олег Сергеевич получил от него рекомендацию поступать в Военно-медицинскую академию. Дружба с В. В Фиалковским продолжалась более 60 лет. [с.10]
Большое влияние на Лобастова оказали А. С. Георгиевский и С. И. Банайтис, которые стали научными руководителями его кандидатской диссертации. Долгие годы их связывали служебные отношения и крепкая дружба.

## Дальнейшее образование, времяВОВ
Поступать в Военно-медицинскую академию Лобастов приехал по вызову из г. Злочева (под Львовом) с большим опозданием, но, несмотря на это успешно, сходу сдал вступительные экзамены (химия, русский язык, история, физика, конституция, экономическая география). С этого момента начинается так называемый Ленинградский период обучения. Олег Сергеевич Лобастов вспоминал своих учителей с чувством глубокой благодарности: В. П. Курковского, В. И. Полянского, А. И. Кузнецова. М. Я. Галвяло, В. В. Оппеля, Д. Н. Надежного, А. А. Роговского, П. Н. Алексеева. О. С. Лобастов помнит судьбы каждого из них.
В памяти Лобастова на всю жизнь остались воспоминания о начале Великой Отечественной войне, неутешительных сводках о ходе боевых действий, бомбежках и обстрелах города, страданиях ленинградцев, гибели товарищей, ночных дежурствах, и потрулировании по городу, разгрузки автобусов с раненными прибывающих прямо с фронта. Снаряды рвались на улицах около академии, бомбы падали на крыши её зданий. Начался голод и норма пайка хлеба стала катастрофически уменьшаться уже с сентября. В связи с создавшимся положением было принято решение об эвакуации академии в Самарканд. Это произошло в конце ноября 1941 года. Слушатели академии добирались своим ходом небольшими группами (3-5-чел), каждый взял с собой несколько разных учебников. Путь был тяжелым и опасным. В Самарканд прибыли уже в январе 1942 года. Там условия для учёбы были благоприятнее.
Цикловый метод преподавания, принятый в Академии на военное время, позволял концентрировать внимание на каком-то определённом предмете и способствовал лучшему его усвоению.
В Самарканде читали лекции и вели занятия известные профессора и преподаватели Н. И. Рагоза, В. П. Осипов, В. И. Воячек, М. И. Аринкин, Д. О. Крылов, Н. Н. Савицкий, В. Е. Шостак, и другие.
В 1943 году Лобастов вместе с группой слушателей академии (около 100 человек) был переведен на последний курс вернувшегося из эвакуации в Омск военного факультета при втором Московском медицинском институте. На военфаке Лобастов познакомился со многими московскими клиническими школами в лице таких выдающихся ученых, как В. Ф. Зеленин, В. Я. Гиляровский, В. С. Левит, Л. С. Штерн, А. А. Багдасаров и многие другие. [с.14]
Окончив весной 1944 года факультет с отличием, Лобастов был рекомендован Государственной экзаменационной комиссией для подготовки к научно-педагогической деятельности у А. С. Георгиевского, который тогда руководил московским филиалом академии (командно-медицинским факультетом и кафедрой организации и тактики санитарной службы). После личной беседы с А. С. Георгиевским, О. С. Лобастов был зачислен как первый кандидат в адъюнкты кафедры. А. С. Георгиевский предложил О. С. Лобастову начать свою адъюнктскую подготовку с «военно-врачебной стажировки» на одном из фронтов. Это предложение было безоговорочно принято.
«Военно-врачебную стажировку» О. С. Лобастов проходил в штабе партизанского движения Польши и в Войске Польском. Весной 1944 года Государственный Комитет Обороны (ГКО) принял решение о направлении Польскому штабу партизанского движения группы из 24 военных врачей и 80 средних медицинских работников. О. С. Лобастов был включен в эту группу. В конце октября 1945 года начальник медицинской службы Войска Польского М. А. Могучий отправляет О. С. Лобастова на родину в распоряжение Главсануправления Красной Армии. В декабре 1945 года Олег Сергеевич поступает в адъюнктуру кафедры ОТМС. [с.18-19]

## Кафедра ОТМС (Организации и Тактики Медицинской Службы)ВМА
После окончания адъюнктуры и успешной защиты кандидатской диссертации «Организация хирургической помощи и эвакуации раненных в грудь и живот в войсковом районе по опыту Великой Отечественной войны» (научные руководители — А. С. Георгиевский и С. И. Банайтис) Олег Сергеевич был назначен младшим, а затем последовательно — преподавателем и старшим преподавателем кафедры ОТМС ВМА в Санкт-Петербурге (тогда Ленинграде). [2, с. 19]
В 1959 — 1960 гг. Лобастов был в спецкомандировке в составе первой группы военных врачей (О. С. Лобастов, И. К. Соколов, И. Е. Рыжиков), работавших в египетском районе ОАР, выполняя функции советников при начальнике медицинской службы ВС ОАР (генерал Хасан Сабри, его заместитель — генерал Мухтар эль Хэнеди). [2, с. 20]
Летом 1960 года Лобастов возвращается в Академию, в 1962 году назначается заместителем начальника кафедры ОТМС, в 1968 — её начальником.
В эти годы Лобастов преподает, читает лекционные курсы факультету руководящего состава медицинской службы, делает доклады на различного рода сборах, в том числе руководящего состава медицинской службы армий стран Варшавского Договора.
За это время Лобастов подготовил многих военных врачей — специалистов организации и тактики медицинской службы. [2, с. 22]
В период руководства Лобастовым кафедрой ОТМС, её коллективом был выполнен очень большой объём научной и учебной работы, причем характер этой работы был всегда очень актуален для деятельности медицинской службы Вооруженных Сил СССР. [2, с. 23]
В этот период было написано несколько учебников по организации и тактике медицинской службы для разных категорий обучающихся и большое количество пособий, посвященных организации развертывания и работы медицинских учреждений, частей и подразделений. [2, с. 23]
В 1971 году Лобастов защитил докторскую диссертацию.

## Последние годы жизни
Умер 30 октября 2005 года. Похоронен на академической площадке Богословского кладбища Санкт-Петербурга.

## Личная жизнь
Женился в 18 лет после окончания советско-финляндской войны. Его первая жена, Ирина Николаевна Свешникова, тоже училась в первой образцовой школе Ленинграда, в одном классе с Олегом. 3 мая 1941 года родилась их дочь, которую они назвали Наталией, в честь любимой школьной учительницы по литературе. Через месяц началась Великая Отечественная война.
В 1947 году Лобастов женился второй раз. Тамара Михайловна Лобастова (Масонова), дочь врача, окончила Ленинградский электротехнический институт (ЛЭТИ) и работала в НИИ- 49, ЦНИИ «Гранит», где заведовала отделом подготовки научных кадров. Они дружно прожили вместе 55 лет. В 1955 году родилась дочь Светлана, а в 1982 году — внук Александр. Не только Тамара Михайловна, но и её дочь, Светлана, её муж Евгений Анатольевич Лоренц, а потом и внук, Александр, учились и работали на одной и той же кафедре ЛЭТИ — кафедре вычислительной техники.
Лобастов всегда поддерживал добрые отношения со своей первой дочерью, Наталией. Такие же теплые отношения сохранялись и с внучкой, Ириной, а потом и с правнучками, Полиной, Марией и Анной.
Жена: Ирина Николаевна Свешникова (1921—1997):
- Дочь: Наталья Олеговна Ванеева (Лобастова) (1941 г.р.)
- Внучка: Ирина Олеговна Филиппова (Ванеева) (1964 г.р.)
- Правнучка: Полина Георгиевна Рылькова (Филиппова) (1992 г.р.)
- Правнучка: Мария Георгиевна Филиппова (1994 г.р.)
- Правнучка: Анна Георгиевна Филиппова (1996 г.р.)

Жена: Тамара Михайловна Лобастова (Масонова) (1921—2002):
- Дочь: Светлана Олеговна Лобастова (1955 г.р.)
- Внук: Александр Евгеньевич Лоренц (1982 г.р.)

## Награды
- Ордена: Красной Звезды (1954), Отечественной войны I степени (1985).
- Польский орден «Серебряный крест „Заслуги“» (1945), венгерская медаль «За службу Родине» золотой степени (1970).
- Медали: «За отвагу» (1940), «За оборону Ленинграда» (1942), «За освобождение Варшавы» (1945), «За взятие Берлина» (1945), «За победу над Германией в Великой Отечественной войне 1941—1945 гг.» (1945), «30 лет Советской Армии и Флота» (1948), «За боевые заслуги» (1950), «40 лет Вооруженных Сил СССР» (1957), «За безупречную службу в Вооруженных Силах СССР» I степени (1960), «20 лет Победы в Великой Отечественной войне 1941—1945 г.» (1965), «50 лет Вооруженных Сил СССР» (1967), «За воинскую доблесть. В ознаменование 100-летия со дня рождения Владимира Ильича Ленина» (1970), «30 лет Победы в Великой Отечественной войне 1941—1945 гг.» (1975), «60 лет Вооруженных Сил СССР» (1978), «40 лет Победы в Великой Отечественной войне 1941—1945 гг.» (1985).
- Нагрудный знак «25 лет победы в Великой Отечественной войне» (1970).